# Gaspra
Gaspra (em ucraniano:  Гаспра, em russo:  Гаспра, tártaro da Crimeia: Gaspra) é uma estância termal na Crimeia, Ucrânia. Situa-se na costa do mar Negro, a oeste de Ialta, e é uma estação turística popular no período de férias escolares e feriados nacionais. Leo Tolstoy morou em Gaspra de 1901 a 1902.

## Locais turísticos
As atrações turísticas nas vizinhanças incluem: o castro romano de Charax e o extravagante Palácio Ninho da Andorinha, perto de Ialta.

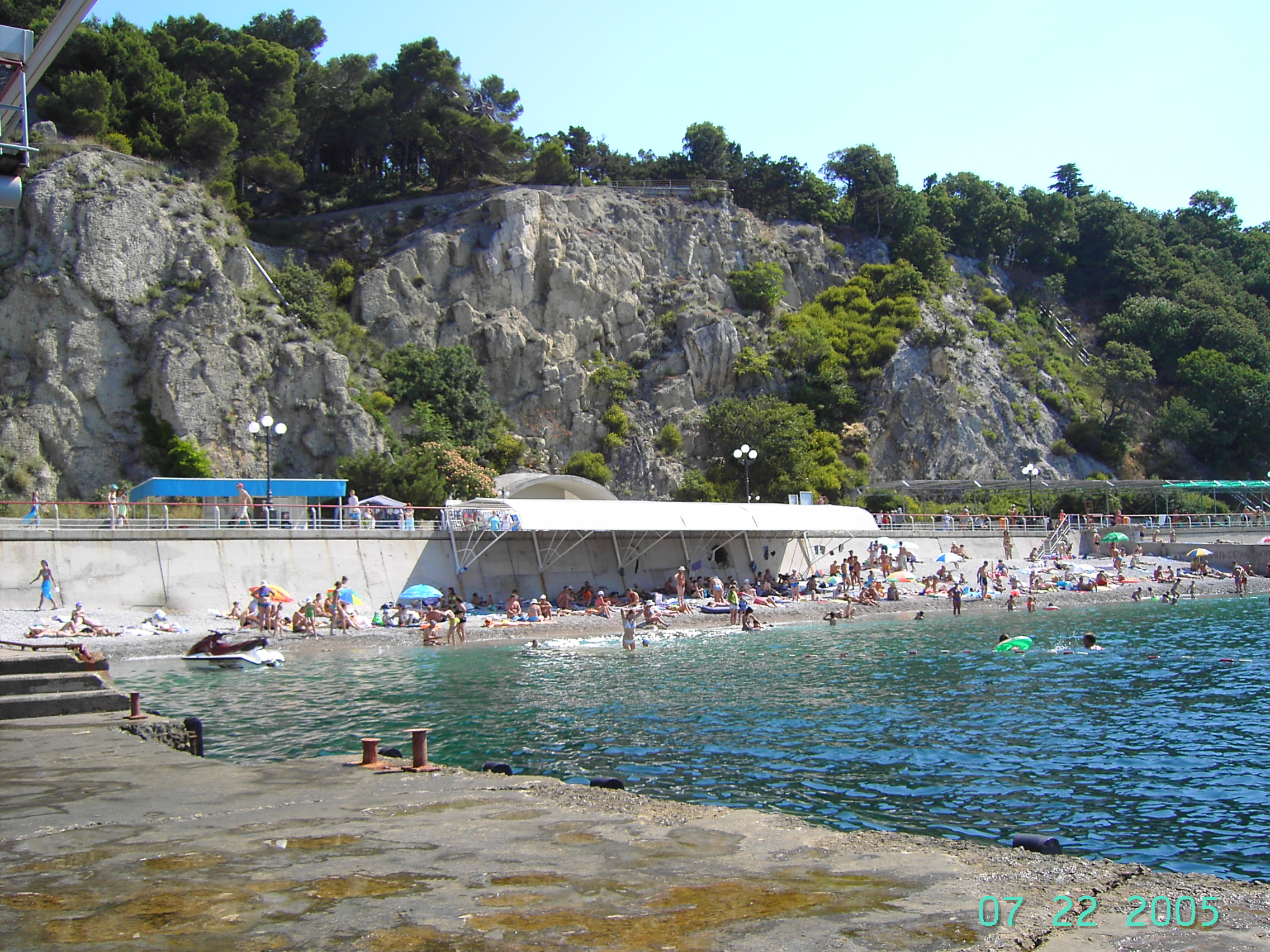
Uma praia pública localizada no Dnepr Resort